# Pterolophia
Pterolophia is een kevergeslacht uit de familie van de boktorren (Cerambycidae). De wetenschappelijke naam van het geslacht werd voor het eerst geldig gepubliceerd in 1842 door Newman.

## Soorten
| - P. aberrans (Aurivillius, 1927) - P. adachii (Hayashi, 1983) - P. aeneipennis (Breuning & Heyrovsky, 1964) - P. aequabilis (Breuning, 1938) - P. aethiopica (Breuning, 1938) - P. affinis (Breuning, 1938) - P. agraria (Pascoe, 1865) - P. albanina (Gressitt, 1942) - P. albertisi (Breuning, 1939) - P. albescens (Breuning, 1938) - P. albicans (Breuning, 1938) - P. albicollis (Breuning, 1972) - P. albivenosa (Pascoe, 1865) - P. alboantennata (Breuning, 1938) - P. albofasciata (Breuning, 1938) - P. albohumeralis (Breuning, 1961) - P. albolateralis (Breuning, 1938) - P. albomaculata (Breuning, 1938) - P. albomarmorata (Breuning, 1938) - P. albonigra (Gressitt, 1940) - P. alboplagiata (Gahan, 1894) - P. albopunctulata (Breuning, 1969) - P. albosignata (Breuning, 1973) - P. albotarsalis (Breuning, 1938) - P. albovaria (Breuning, 1938) - P. albovariegata (Breuning, 1938) - P. albovittata (Breuning, 1938) - P. albovitticollis (Breuning, 1961) - P. alorensis (Breuning, 1958) - P. alternata (Gressitt, 1938) - P. andamana (Breuning, 1974) - P. andamanensis (Breuning, 1938) - P. andamanica (Breuning, 1938) - P. andrewsi (Breuning, 1938) - P. angulata (Kolbe, 1893) - P. angusta (Bates, 1873) - P. annamensis (Breuning, 1939) - P. annobonae (Aurivillius, 1910) - P. annularis (Breuning, 1938) - P. annulata (Chevrolat, 1845) - P. annulitarsis (Pascoe, 1865) - P. anoplagiata (Aurivillius, 1911) - P. antennata (Breuning & de Jong, 1941) - P. anticemaculata (Breuning, 1938) - P. apicefasciata (Breuning, 1938) - P. apicefasciculata (Breuning, 1943) - P. apicefusca (Breuning, 1938) - P. apicemaculata (Breuning, 1938) - P. apiceplagiata (Breuning, 1938) - P. apicespinosa (Breuning, 1938) - P. approximata (Breuning, 1938) - P. arabica (Teocchi, 1992) - P. arcuata (Breuning, 1938) - P. armata (Gahan, 1894) - P. arrowi (Breuning, 1938) - P. arrowiana (Breuning, 1938) - P. ashantica (Breuning, 1972) - P. assamana (Breuning, 1968) - P. assamensis (Breuning, 1938) - P. assimilis (Breuning, 1938) - P. assinica (Breuning, 1970) - P. aurivillii (Breuning, 1961) - P. australica (Breuning, 1938) - P. australiensis (Breuning, 1968) - P. australis (Breuning, 1957) - P. baiensis (Pic, 1926) - P. baliana (Breuning, 1980) - P. baloghi (Breuning, 1975) - P. bambusae (Breuning, 1938) - P. bangi (Pic, 1937) - P. banksi (Breuning, 1938) - P. barbieri (Breuning, 1973) - P. basalis (Pascoe, 1875) - P. basicristata (Breuning, 1938) - P. basiflavipennis (Breuning, 1970) - P. basilana (Breuning, 1938) - P. basileensis (Lepesme & Breuning, 1953) - P. basilewskyi (Breuning, 1968) - P. basispinosa (Breuning, 1938) - P. baudoni (Breuning, 1962) - P. beccarii (Gahan, 1907) - P. bedoci (Pic, 1929) - P. beesoni (Breuning, 1938) - P. benjamini (Breuning, 1938) - P. bialbomaculipennis (Breuning & Heyrovsky, 1964) - P. biannulicornis (Breuning, 1961) - P. biarcuata (Thomson, 1858) - P. biarcuatoides (Breuning, 1943) - P. bicarinata (Breuning, 1938) - P. bicirculata (Breuning, 1938) - P. bicolor (Breuning, 1961) - P. bicoloriantennata (Breuning, 1977) - P. bicostata (Breuning, 1943) - P. bicristata (Aurivillius, 1927) - P. bicristulata (Breuning, 1940) - P. bifasciata (Breuning, 1968) - P. biflavolineicollis (Breuning, 1965) - P. bifuscomaculata (Breuning, 1976) - P. bigibbera (Newman, 1842) - P. bigibbicollis (Breuning, 1967) - P. bigibbosa (Breuning, 1970) - P. bigibbulosa (Pic, 1934) - P. bigibbulosoides (Breuning, 1968) - P. bilatevittata (Breuning, 1942) - P. bilineaticeps (Pic, 1926) - P. bilineaticollis (Pic, 1934) - P. biloba (Breuning, 1938) - P. bilunata (Breuning, 1938) - P. bimaculata (Gahan, 1894) - P. bimaculaticeps (Pic, 1926) - P. binaluana (Breuning, 1938) - P. binaluanica (Breuning & de Jong, 1941) - P. binhana (Pic, 1926) - P. biochreovittata (Breuning, 1976) - P. bipartita (Pic, 1934) - P. biplagiaticollis (Breuning, 1961) - P. bipostfasciculata (Breuning, 1964) - P. birmanica (Breuning, 1947) - P. bisbinodula (Quedenfeldt, 1883) - P. bispinosa (Breuning, 1939) - P. bisulcaticollis (Pic, 1926) - P. bituberata (Breuning, 1938) - P. bituberculata (Breuning, 1938) - P. bituberculatithorax (Pic, 1930) - P. bituberculatoides (Breuning, 1976) - P. bizonata (MacLeay, 1886) - P. blairiella (Breuning, 1938) - P. bonthaini (Breuning, 1966) - P. borneensis (Fisher, 1935) - P. bottangensis (Breuning, 1968) - P. brahma (Holzschuh, 2006) - P. brevegibbosa (Pic, 1926) - P. brevicornis (Breuning, 1939) - P. brunnea (Breuning, 1938) - P. brunnescens (Breuning, 1938) - P. bryanti (Breuning, 1938) - P. buruensis (Breuning, 1970) - P. caballina (Gressitt, 1951) - P. caffrariae (Breuning, 1940) - P. calceoides (Breuning & de Jong, 1941) - P. caledonica (Breuning, 1976) - P. cambodgensis (Breuning, 1968) - P. camela (Pic, 1926) - P. camerunensis (Breuning, 1938) - P. cana (Breuning, 1938) - P. canescens (Breuning, 1939) - P. capensis (Breuning, 1938) - P. capreola (Pascoe, 1865) - P. carinata (Gahan, 1894) - P. carinipennis (Gressitt, 1942) - P. carinulata (Breuning, 1938) - P. casta (Pascoe, 1875) - P. castaneivora (Ohbayashi & Hayashi, 1962) - P. caudata (Bates, 1873) - P. celebensis (Breuning, 1938) - P. ceylonensis (Breuning, 1938) - P. ceylonica (Breuning, 1938) - P. circulata (Schwarzer, 1931) - P. clarior (Breuning, 1970) - P. cochinchinensis (Breuning, 1966) - P. colasi (Breuning, 1938) - P. colffsi (Breuning, 1976) - P. collarti (Breuning, 1960) - P. collartiana (Breuning, 1962) - P. compacta (Breuning, 1938) - P. concreta (Pascoe, 1865) - P. conformis (Pascoe, 1865) - P. confusa (Breuning, 1938) - P. conjecta (Pascoe, 1865) - P. conradti (Breuning, 1960) - P. consimilis (Breuning, 1943) - P. consularis (Pascoe, 1866) - P. convexa (Breuning, 1938) - P. costalis (Pascoe, 1862) - P. costulata (Breuning, 1938) - P. coxalis (Breuning, 1943) - P. crassepuncta (Breuning, 1938) - P. crassipes (Wiedemann, 1823) - P. crenatocristata (Breuning, 1938) - P. curticornis (Breuning, 1974) - P. curvatocostata (Aurivillius, 1927) - P. cylindricollis (Gressitt, 1942) - P. cylindripennis (Breuning, 1963) - P. chapaensis (Pic, 1929) - P. chebana (Gahan, 1894) - P. chekiangensis (Gressitt, 1942) - P. chinensis (Breuning, 1982) - P. dahomeica (Breuning, 1970) - P. dalbergiae (Breuning, 1938) - P. dalbergicola (Gressitt, 1951) - P. dapensis (Pic, 1926) - P. dayremi (Breuning, 1940) - P. declivis (Breuning, 1938) - P. decolorata (Heller, 1924) - P. deducta (Pascoe, 1865) - P. deformis (Breuning, 1939) - P. densefasciculata (Breuning, 1938) - P. densepunctata (Breuning, 1938) - P. dentaticornis (Pic, 1929) - P. denticollis (Jordan, 1894) - P. dentifera (Olivier, 1795) - P. detersa (Pascoe, 1865) - P. devittata (Aurivillius, 1927) - P. digesta (Newman, 1842) - P. discalis (Gressitt, 1951) - P. discaloides (Breuning, 1982) - P. diversefasciculata (Breuning, 1968) - P. djampeana (Breuning, 1961) - P. dohertyana (Breuning, 1968) - P. dohrni (Pascoe, 1875) - P. dorsivaria (Fairmaire, 1850) - P. dorsotuberculare (Hayashi, 1984) - P. dubiosa (Breuning, 1938) - P. duplicata (Pascoe, 1865) - P. dystasioides (Breuning, 1943) - P. ecaudata (Kolbe, 1893) - P. egumensis (Breuning, 1973) - P. elegans (Breuning, 1938) - P. elongata (Pic, 1934) - P. elongatissima (Breuning, 1938) - P. elongatula (Breuning, 1938) - P. endroedyi (Breuning, 1969) - P. enganensis (Gahan, 1907) - P. ephippiata (Pascoe, 1865) - P. eritreensis (Breuning, 1958) - P. everetti (Breuning, 1966) - P. excavata (Breuning, 1938) - P. excisa (Breuning, 1938) - P. exigua (Breuning, 1938) - P. externemaculata (Breuning, 1938) - P. fasciata (Schwarzer, 1925) - P. fascicularis (Breuning, 1938) - P. fasciolata (Fairmaire, 1895) - P. ferrugata (Pascoe, 1865) - P. ferruginea (Breuning, 1938) - P. ferrugineotincta (Aurivillius, 1926) - P. finitima (Breuning, 1943) - P. flavicollis (Breuning, 1977) - P. flavofasciata (Breuning, 1938) - P. flavolineata (Breuning, 1938) - P. flavomarmorata (Breuning, 1963) - P. flavopicta (Breuning, 1938) - P. flavoplagiata (Breuning, 1938) - P. flavopostscutellaris (Breuning, 1964) - P. fletcheri (Breuning, 1938) - P. forbesi (Breuning, 1966) - P. formosana (Schwarzer, 1925) - P. fortescapa (Breuning, 1961) - P. forticornis (Breuning, 1938) - P. fractilinea (Pascoe, 1865) - P. francoisi (Breuning, 1972) - P. franzi (Breuning, 1964) - P. freyi (Breuning, 1953) - P. fuchsi (Breuning, 1970) - P. fukiena (Gressitt, 1940) - P. fulva (Breuning, 1938) - P. fulvescens (Breuning, 1938) - P. fulvisparsa (Gahan, 1894) - P. fulvobasalis (Breuning & de Jong, 1941) - P. funebris (Breuning, 1938) - P. fusca (Breuning, 1969) - P. fuscoapicata (Breuning, 1938) - P. fuscobiplagiata (Breuning & de Jong, 1941) - P. fuscodiscalis (Breuning, 1977) - P. fuscofasciata (Breuning, 1938) - P. fuscolineata (Breuning, 1938) - P. fuscomaculata (Breuning, 1938) - P. fuscomarmorata (Breuning, 1977) - P. fuscoplagiata (Breuning, 1938) - P. fuscoscutellata (Breuning, 1938) - P. fuscosericea (Breuning, 1938) - P. fuscostictica (Breuning, 1938) - P. gabonica (Breuning, 1938) - P. gardneri (Schwarzer, 1931) - P. gardneriana (Breuning, 1938) - P. geelwinkiana (Breuning, 1938) - P. ghanaana (Breuning, 1972) - P. ghanaensis (Breuning, 1972) - P. gibbosipennis (Pic, 1925) - P. gigantea (Breuning, 1938) - P. gigas (Pic, 1937) - P. gilmouri (Breuning, 1963) - P. globosa (Breuning, 1939) - P. graciosa (Breuning, 1938) - P. granulata (Motschulsky, 1866) - P. granulosa (Breuning, 1938) - P. gregalis (Fisher, 1927) - P. gressitti (Hubweber, 2010) - P. griseofasciata (Breuning, 1938) - P. griseofasciatipennis (Breuning, 1965) - P. griseovaria (Breuning, 1938) - P. grisescens (Pascoe, 1865) - P. grossepunctata (Breuning, 1938) - P. grossepuncticollis (Breuning, 1974) - P. grossescapa (Breuning, 1938) - P. guineensis (Thomson, 1864) - P. handschini (Breuning, 1963) - P. hebridarum (Breuning, 1938) - P. henri-renaudi (Breuning, 1962) - P. hiekei (Breuning, 1964) - P. hiekiana (Breuning, 1965) - P. hirsuta (Breuning, 1943) - P. holobrunnea (Breuning, 1977) - P. holorufa (Breuning, 1969) - P. holzschuhi (Breuning, 1975) - P. honesta (Breuning, 1938) - P. hongkongensis (Gressitt, 1942) - P. horrida (Breuning, 1938) - P. horridula (Breuning, 1968) - P. hulstaerti (Breuning, 1971) - P. humeralis (Breuning, 1940) - P. humerosa (Thomson, 1865) - P. humerosopunctata (Breuning, 1938) - P. hybrida (Newman, 1842) - P. idioneus (Fisher, 1927) - P. idoneoides (Breuning, 1980) - P. illicita (Pascoe, 1865) - P. inaequalis (Fabricius, 1801) - P. inalbonotata (Pic, 1945) - P. incerta (Breuning, 1938) - P. indica (Breuning, 1938) - P. indistincta (Breuning, 1938) - P. indistinctemaculata (Breuning, 1968) - P. indra (Holzschuh, 2012) - P. inexpectata (Breuning, 1938) - P. infirmior (Breuning, 1938) - P. ingrata (Pascoe, 1864) - P. innuganensis (Breuning, 1966) - P. inplagiata (Breuning, 1980) - P. instabilis (Aurivillius, 1922) - P. insulana (Breuning, 1939) - P. insularis (Breuning, 1938) - P. insulicola (Breuning, 1938) - P. intuberculata (Pic, 1930) - P. iringensis (Breuning, 1977) - P. ivorensis (Breuning, 1967) - P. izumikurana (Hayashi, 1971) - P. jacta (Newman, 1842) - P. javana (Breuning, 1938) - P. javanica (Breuning, 1938) - P. javicola (Fisher, 1936) - P. jeanvoinei (Pic, 1929) - P. jiriensis (Danilevsky, 1996) - P. jugosa (Bates, 1873) - P. kaleea (Bates, 1866) - P. kalisi (Breuning, 1968) - P. kanoi (Hayashi, 1966) - P. kaszabi (Breuning, 1954) - P. keyana (Breuning, 1939) - P. keyensis (Breuning, 1938) - P. kiangsina (Gressitt, 1937) - P. kilimandjaroensis (Breuning, 1970) - P. kinabaluensis (Breuning, 1982) - P. koreckae (Breuning, 1966) - P. koshikijimana (Makihara, 2006) - P. krishna (Holzschuh, 2006) - P. kubokii (Hayashi, 1976) - P. kusamai (Hasegawa & Makihara, 1999) - P. kyushuensis (Takakuwa, 1988) - P. lama (Breuning, 1943) - P. laosensis (Pic, 1926) - P. latefascia (Schwarzer, 1925) - P. lateflavovittata (Breuning, 1966) - P. lateraliplagiata (Breuning, 1938) - P. lateralis (Gahan, 1894) - P. laterialba (Schwarzer, 1925) - P. laterialbipennis (Breuning, 1964) - P. lateripicta (Fairmaire, 1879) - P. lateritia (Breuning, 1939) - P. latipennis (Pic, 1938) - P. leiopodina (Bates, 1873) - P. lemoulti (Breuning, 1939) - P. lepida (Breuning, 1938) - P. lesnei (Breuning, 1938) - P. leucoloma (Castelnau, 1840) - P. lichenea (Duvivier, 1892) - P. ligata (Pascoe, 1862) - P. lineatipennis (Breuning, 1974) - P. lobata (Breuning, 1938) - P. lombokensis (Breuning, 1964) - P. longicornis (Breuning, 1975) - P. longiuscula (Breuning, 1938) - P. longula (Breuning, 1938) - P. longulipennis (Breuning, 1961) - P. luctuosus (Pascoe, 1863) - P. lumawigi (Breuning, 1980) - P. lumawigiana (Breuning, 1980) - P. lumawigiensis (Breuning, 1980) - P. lundbladi (Breuning, 1938) - P. lunigera (Aurivillius, 1913) - P. luteomarmorata (Breuning, 1938) - P. luzonica (Breuning, 1938) - P. luzonicola (Breuning, 1938) - P. lychrosoides (Breuning, 1961) - P. maacki (Blessig, 1872) - P. macra (Breuning, 1943) - P. major (Breuning, 1938) - P. malabarica (Breuning, 1938) - P. malaisei (Breuning, 1949) - P. mallicolensis (Breuning, 1948) - P. marmorata (Breuning, 1938) - P. marmorea (Breuning, 1938) - P. marshalliana (Breuning, 1938) - P. matsushitai (Breuning, 1938) - P. medioalbicollis (Breuning, 1965) - P. medioalbovittata (Breuning, 1966) - P. mediocarinata (Breuning, 1939) - P. mediochracea (Breuning, 1938) - P. mediofasciata (Breuning, 1938) - P. mediofuscipennis (Breuning, 1970) - P. mediomaculata (Breuning, 1940) - P. mediophthalma (Breuning, 1973) - P. mediopicta (Breuning, 1940) - P. medioplagiata (Breuning, 1938) - P. mediovittata (Breuning & de Jong, 1941) - P. melanura (Pascoe, 1857) - P. meridionalis (Breuning, 1938) - P. metallescens (Breuning, 1938) - P. microphthalma (Breuning, 1961) | - P. mimecyroschema (Breuning, 1977) - P. mimica (Gressitt, 1942) - P. mimoconsularis (Breuning, 1968) - P. mindanaonis (Breuning, 1943) - P. mindoroensis (Breuning, 1943) - P. minima (Breuning, 1938) - P. ministrata (Pascoe, 1865) - P. minuta (Breuning, 1938) - P. minutior (Breuning, 1973) - P. minutissima (Pic, 1926) - P. misella (Breuning, 1938) - P. mispiloides (Breuning, 1974) - P. modesta (Gahan, 1894) - P. montium (Hintz, 1919) - P. mortoni (Breuning, 1964) - P. mortoniana (Breuning, 1964) - P. mouhoti (Breuning, 1973) - P. moupinensis (Breuning, 1973) - P. mozambica (Breuning, 1971) - P. mucronata (Breuning, 1938) - P. multicarinata (Breuning, 1938) - P. multicarinatoides (Breuning, 1974) - P. multicarinipennis (Breuning, 1957) - P. multifasciculata (Pic, 1926) - P. multigibbulosa (Pic, 1937) - P. multimaculata (Pic, 1934) - P. multinotata (Pic, 1931) - P. multisignata (Pic, 1934) - P. multituberculata (Breuning, 1970) - P. multituberculosa (Teocchi, 1986) - P. multivitticollis (Breuning, 1966) - P. multivittipennis (Breuning, 1966) - P. murina (Pascoe, 1859) - P. mutata (Breuning, 1943) - P. neopomeriana (Breuning, 1938) - P. niasana (Breuning, 1938) - P. niasica (Breuning, 1938) - P. nicobarica (Breuning, 1938) - P. nigricans (Breuning, 1938) - P. nigrita (Pascoe, 1859) - P. nigrobiarcuata (Breuning, 1938) - P. nigrocincta (Gahan, 1894) - P. nigrocirculata (Breuning, 1938) - P. nigrocirculatipennis (Breuning, 1965) - P. nigroconjuncta (Breuning & de Jong, 1941) - P. nigrodorsalis (Breuning, 1943) - P. nigrofasciata (Breuning, 1938) - P. nigrofasciculata (Breuning, 1938) - P. nigrolineaticollis (Breuning, 1961) - P. nigromaculipennis (Breuning, 1968) - P. nigroornatipennis (Breuning, 1965) - P. nigropicta (Breuning, 1938) - P. nigroplagiata (Breuning, 1938) - P. nigroscutellata (Lepesme, 1953) - P. nigrosignata (Breuning & de Jong, 1941) - P. nigrosparsa (Kolbe, 1893) - P. nigrotransversefasciata (Breuning, 1982) - P. nigrovirgulata (Breuning, 1939) - P. nilghirica (Breuning, 1938) - P. nitidomaculata (Pic, 1944) - P. nivea (Breuning, 1938) - P. nobilis (Breuning, 1943) - P. nodicollis (Breuning, 1939) - P. nousopae (Breuning, 1965) - P. obducta (Pascoe, 1865) - P. obliquata (Breuning & de Jong, 1941) - P. obliquealbovittata (Breuning, 1977) - P. obliquefasciculata (Breuning & de Jong, 1941) - P. obliquelineata (Breuning, 1938) - P. obliqueplagiata (Breuning, 1938) - P. obliquestriata (Breuning, 1938) - P. obliquevittipennis (Breuning, 1970) - P. obovata (Hayashi, 1971) - P. obscura (Schwarzer, 1925) - P. obscurata (Breuning, 1938) - P. obscuricolor (Breuning, 1943) - P. obscuroides (Breuning, 1938) - P. occidentalis (Breuning, 1972) - P. oculata (Breuning, 1938) - P. ochraceolineata (Breuning, 1943) - P. ochraceopicta (Breuning, 1970) - P. ochreithorax (Breuning, 1965) - P. ochreomaculata (Breuning, 1940) - P. ochreopunctata (Breuning & de Jong, 1941) - P. ochreoscutellaris (Báguena & Breuning, 1958) - P. ochreosignata (Breuning, 1974) - P. ochreostictica (Breuning, 1938) - P. ochreosticticollis (Breuning, 1968) - P. ochreotriangularis (Breuning, 1958) - P. ochreotriangularoices (Breuning, 1977) - P. ochreovittata (Breuning, 1938) - P. olivacea (Breuning & de Jong, 1941) - P. omeishana (Gressitt, 1945) - P. oopsida (Gahan, 1907) - P. orientalis (Breuning, 1938) - P. ornatipennis (Breuning, 1961) - P. oshimana (Breuning, 1955) - P. ovalis (Breuning, 1938) - P. ovatula (Breuning, 1939) - P. ovipennis (Breuning, 1938) - P. palauana (Matsushita, 1935) - P. palawanica (Breuning, 1938) - P. pallida (MacLeay, 1886) - P. pallidifrons (Breuning, 1938) - P. papuana (Breuning, 1938) - P. parabaiensis (Breuning, 1968) - P. paracompacta (Breuning, 1973) - P. paraconsularis (Breuning, 1968) - P. parachapaensis (Breuning, 1968) - P. paraflavescens (Breuning, 1977) - P. paraforticornis (Breuning, 1976) - P. paralaosensis (Breuning, 1968) - P. paralatipennis (Breuning, 1973) - P. paramicrophthalma (Breuning, 1969) - P. paramulticarinata (Breuning, 1977) - P. parangolensis (Breuning, 1977) - P. parapilosipes (Breuning, 1980) - P. parascripta (Breuning, 1969) - P. parassamensis (Breuning, 1968) - P. paravariolosa (Breuning, 1969) - P. parobliquata (Breuning, 1965) - P. parobscuroides (Breuning, 1973) - P. parovalis (Breuning, 1973) - P. partealbicollis (Breuning, 1965) - P. partealboantenata (Breuning, 1966) - P. partenigroantennalis (Breuning, 1968) - P. partepostflava (Breuning, 1965) - P. parvula (Breuning, 1938) - P. pascoei (Breuning, 1938) - P. pasteuri (Breuning, 1970) - P. pedongana (Breuning, 1982) - P. pedongensis (Breuning, 1968) - P. pendleburyi (Breuning, 1961) - P. penicillata (Pascoe, 1862) - P. peraffinis (Breuning, 1938) - P. perakana (Breuning, 1968) - P. perakensis (Breuning, 1938) - P. perplexa (Gahan, 1888) - P. persimilis (Gahan, 1894) - P. persimiloides (Breuning, 1968) - P. pfanneri (Breuning, 1976) - P. phungi (Pic, 1925) - P. pici (Breuning, 1938) - P. pictula (Breuning, 1938) - P. pilosella (Pascoe, 1865) - P. pilosipennis (Breuning, 1943) - P. pilosipes (Pic, 1926) - P. plicata (Kolbe, 1893) - P. ploemi (Lacordaire, 1872) - P. plurialbostictica (Breuning, 1974) - P. pluricarinipennis (Breuning, 1969) - P. plurifasciculata (Breuning, 1943) - P. pontianakensis (Breuning, 1974) - P. postalbofasciata (Breuning, 1962) - P. postbalteata (Breuning, 1943) - P. postfasciculata (Pic, 1934) - P. postflava (Breuning, 1961) - P. postflavomaculata (Breuning, 1969) - P. postfuscomaculata (Breuning, 1973) - P. postmedioalba (Breuning, 1961) - P. postscutellaris (Breuning, 1967) - P. postsubflava (Breuning, 1968) - P. praeapicemaculata (Breuning, 1966) - P. praeclara (Breuning, 1970) - P. preapicecarinata (Breuning, 1969) - P. principis (Aurivillius, 1910) - P. propinqua (Pascoe, 1865) - P. prosoploides (Breuning, 1961) - P. proxima (Gahan, 1894) - P. pseudapicata (Breuning, 1961) - P. pseudobasalis (Breuning, 1961) - P. pseudobscuroides (Breuning, 1938) - P. pseudocarinata (Breuning, 1938) - P. pseudocaudata (Breuning, 1961) - P. pseudocostalis (Breuning, 1939) - P. pseudoculata (Breuning, 1938) - P. pseudoculatoides (Breuning, 1968) - P. pseudodapensis (Breuning, 1947) - P. pseudolaosensis (Breuning, 1958) - P. pseudolunigera (Breuning, 1938) - P. pseudomucronata (Breuning, 1943) - P. pseudoprincipis (Breuning, 1943) - P. pseudosecuta (Breuning, 1938) - P. pseudotincta (Breuning, 1938) - P. pulchra (Aurivillius, 1921) - P. pulla (Breuning, 1939) - P. punctigera (Pascoe, 1865) - P. pusilla (Breuning, 1938) - P. pygmaea (Breuning, 1938) - P. quadricristata (Breuning, 1938) - P. quadricristipennis (Breuning, 1966) - P. quadricristulata (Breuning, 1942) - P. quadrifasciata (Gahan, 1894) - P. quadrifasciculata (Breuning, 1938) - P. quadrifasciculatipennis (Breuning, 1963) - P. quadrigibbosa (Pic, 1926) - P. quadrigibbosipennis (Breuning, 1968) - P. quadrilineata (Hope, 1842) - P. quadrimaculata (Breuning, 1938) - P. quadrinodosa (Breuning & de Jong, 1941) - P. quadrituberculata (Breuning & de Jong, 1941) - P. quadrivittata (Breuning, 1938) - P. queenslandensis (Breuning, 1975) - P. quentini (Breuning, 1962) - P. quinquegibbicollis (Breuning, 1965) - P. raffrayi (Breuning, 1970) - P. reducta (Pascoe, 1865) - P. reduplicata (Gressitt, 1951) - P. rhodesiana (Breuning, 1962) - P. riouensis (Breuning, 1938) - P. robinsoni (Gahan, 1906) - P. robusta (Pic, 1928) - P. robustior (Breuning, 1961) - P. romani (Breuning, 1938) - P. rondoni (Breuning, 1962) - P. rondoniana (Breuning, 1963) - P. ropicoides (Breuning, 1968) - P. rosacea (Breuning, 1938) - P. rosselli (Breuning, 1982) - P. rubiensis (Breuning, 1968) - P. rubra (Breuning, 1938) - P. rubricornis (Gressitt, 1951) - P. rufescens (Pic, 1925) - P. rufipennis (Pic, 1923) - P. rufobrunnea (Breuning, 1938) - P. rufula (Breuning, 1938) - P. rufuloides (Breuning, 1940) - P. rugulosa (Breuning, 1961) - P. rustenburgi (Distant, 1898) - P. saigonensis (Pic, 1951) - P. saintaignani (Breuning, 1982) - P. salebrosa (Breuning, 1938) - P. salomonum (Breuning, 1938) - P. sanghirica (Gilmour, 1947) - P. sanghiriensis (Breuning, 1970) - P. sassensis (Breuning, 1938) - P. scopulifera (Pascoe, 1865) - P. scripta (Gerstaecker, 1871) - P. scutellaris (Breuning & de Jong, 1941) - P. schmidi (Breuning, 1967) - P. schoutedeni (Breuning, 1938) - P. schultzeana (Breuning, 1962) - P. schultzei (Breuning, 1960) - P. secuta (Pascoe, 1865) - P. secutoides (Breuning & Heyrovsky, 1964) - P. semiarcuata (Breuning, 1938) - P. semilunaris (Breuning, 1938) - P. serrata (Gressitt, 1938) - P. serraticornis (Breuning & de Jong, 1941) - P. serricornis (Gressitt, 1937) - P. servilis (Breuning, 1938) - P. shiva (Holzschuh, 2006) - P. shortlandensis (Breuning, 1973) - P. siamana (Breuning, 1970) - P. siamensis (Breuning, 1938) - P. sibuyana (Aurivillius, 1927) - P. sibuyensis (Breuning, 1938) - P. sikkimana (Breuning, 1973) - P. sikkimensis (Breuning, 1938) - P. similata (Pascoe, 1865) - P. similis (Jordan, 1894) - P. simillima (Breuning, 1938) - P. simplicior (Breuning, 1961) - P. simulans (Breuning & de Jong, 1941) - P. simulata (Gahan, 1907) - P. sinensis (Fairmaire, 1899) - P. siporensis (Breuning, 1939) - P. sobrina (Pascoe, 1865) - P. sordidata (Pascoe, 1865) - P. speciosa (Breuning, 1938) - P. spinicornis (Breuning, 1938) - P. spinifera (Quedenfeldt, 1888) - P. spinosa (Breuning, 1938) - P. sterculiae (Breuning, 1938) - P. sthenioides (Breuning, 1938) - P. strandi (Breuning, 1938) - P. strandiella (Breuning, 1938) - P. strumosa (Pascoe, 1865) - P. subaequalis (Breuning & de Jong, 1941) - P. subaffinis (Breuning, 1962) - P. subalbofasciata (Gilmour & Breuning, 1963) - P. subbicarinata (Breuning, 1968) - P. subbicolor (Breuning, 1960) - P. subbitubericollis (Breuning, 1968) - P. subcostata (Breuning, 1938) - P. subchapaensis (Breuning, 1968) - P. subdentaticornis (Breuning, 1965) - P. subfasciata (Gahan, 1894) - P. subflavescens (Breuning, 1977) - P. subforticornis (Breuning, 1968) - P. subfulvisparsa (Breuning, 1968) - P. subgrisescens (Breuning, 1975) - P. sublobata (Breuning, 1960) - P. subminutissima (Breuning, 1966) - P. subnigrosparsa (Breuning, 1961) - P. subobscuricolor (Breuning, 1965) - P. subovatula (Breuning, 1977) - P. subropicoides (Breuning, 1968) - P. subrubra (Breuning, 1968) - P. subsellata (Pascoe, 1865) - P. subsignata (Breuning, 1938) - P. subtincta (Pascoe, 1865) - P. subtriangularis (Breuning, 1968) - P. subtubericollis (Breuning & Heyrovsky, 1964) - P. subunicolor (Breuning, 1964) - P. subvariolosa (Breuning, 1956) - P. subvillaris (Breuning, 1980) - P. suginoi (Makihara, 1986) - P. suisapana (Gressitt, 1951) - P. sulcaticornis (Breuning & de Jong, 1941) - P. sulcatipennis (Breuning & de Jong, 1941) - P. sulcatithorax (Pic, 1926) - P. sumatrana (Breuning, 1938) - P. sumatrensis (Breuning, 1938) - P. sumbawana (Breuning, 1947) - P. sumbawensis (Breuning, 1961) - P. szetschuanensis (Breuning, 1973) - P. szetschuanica (Breuning, 1973) - P. szewezycki (Lepesme & Breuning, 1955) - P. tenebrica (Breuning, 1938) - P. tenebricoides (Breuning, 1976) - P. tengahensis (Breuning, 1965) - P. teocchii (Breuning, 1970) - P. ternatensis (Breuning, 1938) - P. theresae (Pic, 1944) - P. thibetana (Pic, 1925) - P. thomensis (Breuning, 1938) - P. tibialis (Breuning, 1938) - P. timorana (Breuning, 1963) - P. timorensis (Breuning, 1943) - P. todui (Breuning, 1982) - P. toekanensis (Breuning, 1966) - P. tonkinensis (Breuning, 1938) - P. touzalini (Breuning, 1973) - P. transversefasciata (Breuning, 1938) - P. transversefasciatipennis (Breuning, 1968) - P. transverselineata (Breuning, 1963) - P. transverseplagiata (Breuning, 1938) - P. transverseunifasciata (Breuning, 1972) - P. transversevittata (Breuning, 1938) - P. triangularis (Breuning, 1938) - P. tricolor (Breuning, 1938) - P. tricoloripennis (Breuning, 1961) - P. trichofera (Breuning, 1938) - P. trichotibialis (Breuning, 1963) - P. trifasciculata (Breuning, 1969) - P. trilineicollis (Gressitt, 1951) - P. tristis (Breuning, 1938) - P. tristoides (Breuning, 1938) - P. trivittata (Breuning, 1940) - P. trobriandensis (Breuning, 1970) - P. truncata (Breuning, 1961) - P. truncatella (Breuning, 1943) - P. truncatipennis (Pic, 1951) - P. tsurugiana (Matsushita, 1935) - P. tuberculatithorax (Pic, 1926) - P. tuberculatrix (Fabricius, 1781) - P. tuberculicollis (Breuning, 1966) - P. tuberculifera (Breuning, 1938) - P. tuberculithorax (Breuning, 1973) - P. tubericollis (Breuning, 1938) - P. tuberipennis (Breuning, 1939) - P. tuberosicollis (Breuning, 1943) - P. tuberosithorax (Breuning, 1939) - P. tugelensis (Breuning, 1961) - P. ugandae (Breuning, 1938) - P. uhelensis (Breuning, 1966) - P. undulata (Pascoe, 1862) - P. uniformipennis (Breuning, 1966) - P. uniformis (Pascoe, 1865) - P. univinculata (Heller, 1924) - P. vagans (Gahan, 1894) - P. vagestriata (Breuning, 1938) - P. vagevittata (Breuning, 1938) - P. variabilis (Pascoe, 1859) - P. varians (Breuning, 1938) - P. variantennalis (Breuning, 1970) - P. variegatus (Thomson, 1865) - P. varievittata (Breuning, 1949) - P. variolosa (Kolbe, 1893) - P. varipennis (Thomson, 1865) - P. vientiannensis (Breuning, 1965) - P. villaris (Pascoe, 1865) - P. villosa (Pascoe, 1866) - P. virgulata (Breuning, 1939) - P. viridana (Breuning, 1938) - P. viridegrisea (Breuning, 1938) - P. vittata (Breuning, 1938) - P. vittaticollis (Breuning & de Jong, 1941) - P. vitticollis (Newman, 1842) - P. wittmeri (Breuning, 1975) - P. woodlarkiana (Breuning, 1973) - P. yenae (Breuning, 1963) - P. yunnana (Breuning, 1968) - P. yunnanensis (Breuning, 1974) - P. yunnanica (Hubweber, 2010) - P. zebrina (Pascoe, 1858) - P. zebrinoides (Breuning, 1968) - P. ziczac (Breuning, 1938) - P. zonata (Bates, 1873) |